# 柔毛碎米花
柔毛碎米花（学名：Rhododendron mollicomum）为杜鹃花科杜鹃花属下的一个种。

## 扩展阅读
維基物種上的相關：柔毛碎米花